# Xiphochaeta longicornis
Xiphochaeta longicornis là một loài ruồi trong họ Tachinidae.